# HC Karpaty Oujhorod
Le HC Karpaty Oujhorod est un club de handball féminin basé à Oujhorod en Ukraine.

## Palmarès section féminine
Compétitions internationales
- Coupe Challenge :
  - quart de finaliste en 2001

Compétitions nationales
- Championnat d'Ukraine (3) : 2012, 2013 et 2014
  - Deuxième en 2011, 2015, 2016 et 2017